# 毛内茂幹
毛内 茂幹（もうない しげもと）は、江戸時代後期の弘前藩士。

## 生涯
天明2年（1782年）、父・毛内茂粛が隠居し、家督300石を継いだ。寛政2年（1790年）より諸手足頭、持筒足軽頭、大組武頭、持槍奉行などを歴任した。寛政10年（1798年）より大目付、後に用人となる。文化3年（1806年）に留守居組頭となった。文化8年（1811年）に隠居し、剃髪した。号は雲林。
幼少より絵画や和漢、地理、暦法、茶道、華道、書道など多彩な分野に才能を示した。特に絵画は江戸で独学で学び、後に南画を習得した。津軽の南画の始祖といわれている。また邸内に春秋庵という庵を作り、身分の貴賤に捕われず、風流を楽しんだ。谷文晁や比良野貞彦と交流し、門下生も数十人を超えていた。主な門下生として、松山雲章、工藤五凰、平尾魯仙、片谷楽斎、工藤立凰、矢部義貞など。後に溝城茂として、諸国を廻り、紀行画も多数残した。また、三上隆圭、石山月澗らと山水画も描いている。孫は新選組隊士の毛内有之助。